# Полуформатный фотоаппарат

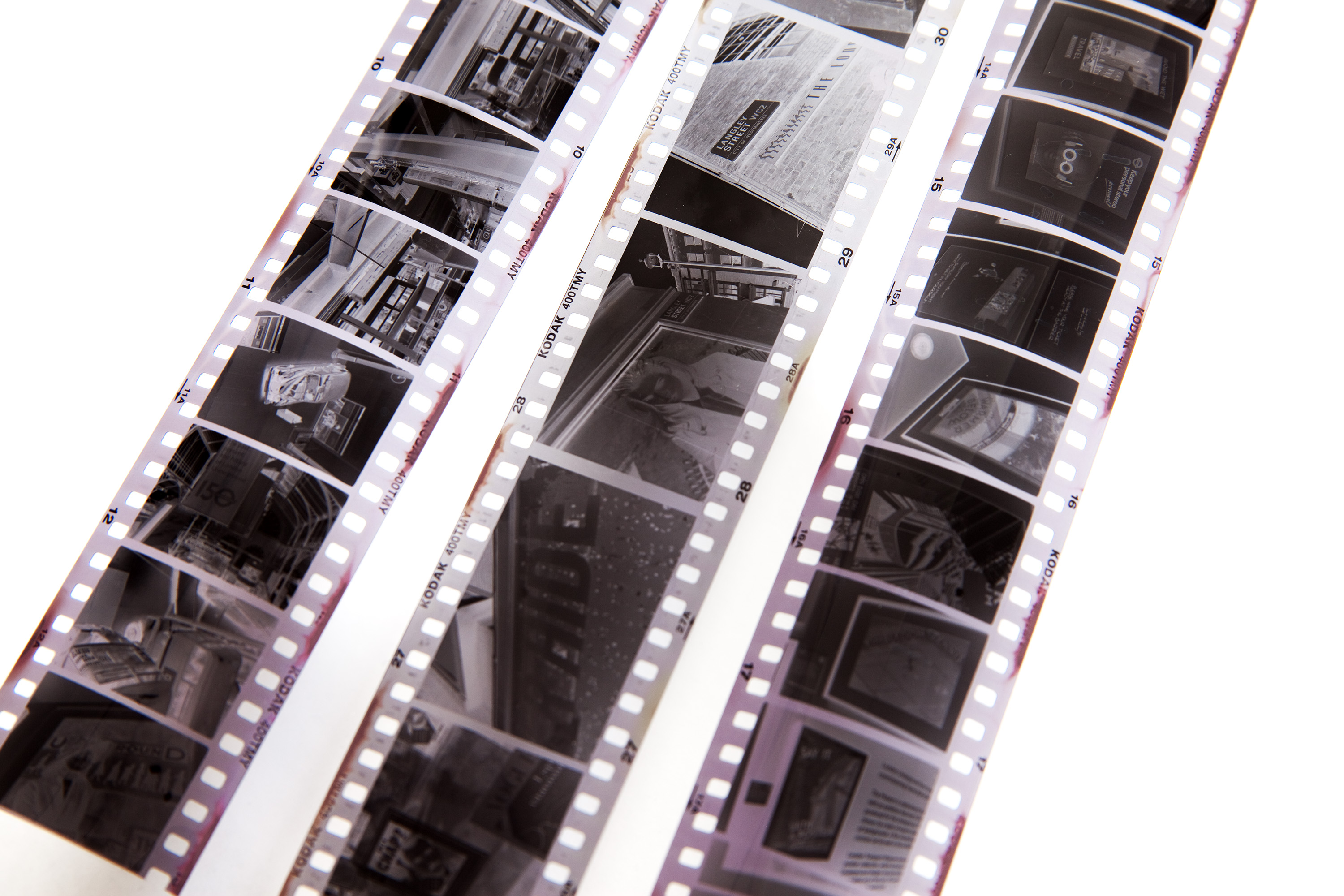
Негативы на плёнках, отснятых малоформатным (в центре) и полуформатным фотоаппаратами

Полуформа́тный фотоаппара́т — фотоаппарат с размером кадра 18×24 мм, предназначенный для съёмки на 35-мм перфорированную фотоплёнку тип-135 или такую же киноплёнку. Такой кадр называется полуформатным, потому что его ширина и площадь составляют половину от наиболее распространённого малоформатного кадра 24×36 мм.

## Отличия от малого формата
Фотоаппараты под 35-мм плёнку первоначально применялись в кинематографе, как инструмент для тестовой съёмки, позволяющий экономить киноплёнку. Размер кадра первых таких фотокамер, естественно, соответствовал размеру «немого» кадра кинокамеры — 18×24 мм до появления звукового кино. Для целей собственно фотографии был предложен удвоенный формат кадра — 24×36 мм. Именно он вскоре стал считаться для малоформатных фотоаппаратов стандартным, а кадр 18×24 мм — «половинным».
Фокусные расстояния объективов для полуформатной аппаратуры короче, чем для малоформатной из-за небольшой диагонали кадра. Нормальными считаются объективы 30 мм, позволяющие делать фотоаппараты компактнее и получать бо́льшую глубину резкости. Благодаря последнему обстоятельству многие полуформатные камеры имеют шкальную наводку на резкость или постоянную фокусировку на гиперфокальное расстояние. 

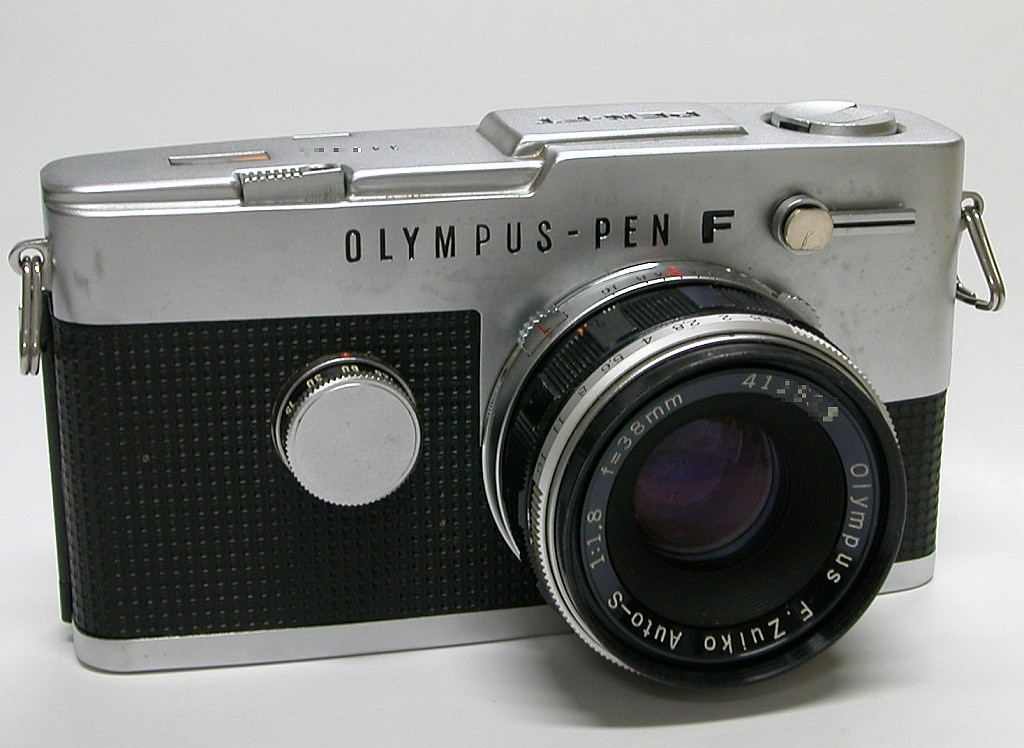
Зеркальный «Olympus Pen FT», Япония, 1966 г.
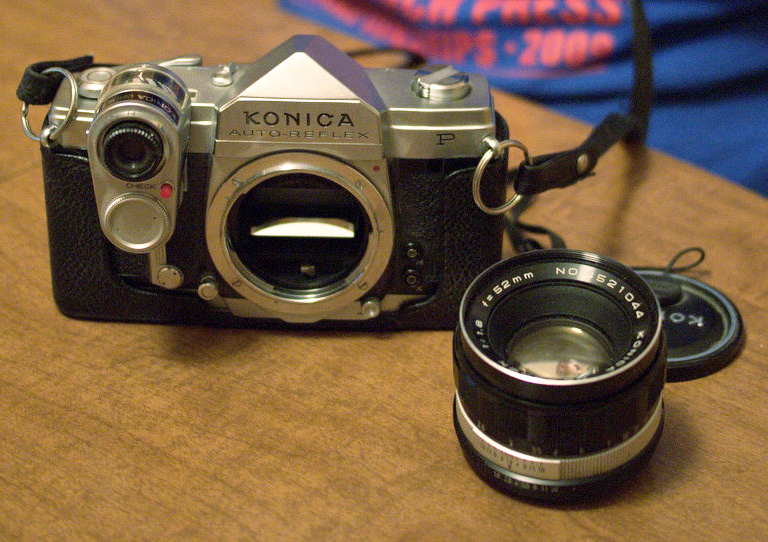
Двухформатная «Konica Autoreflex P» Япония, 1965 г.
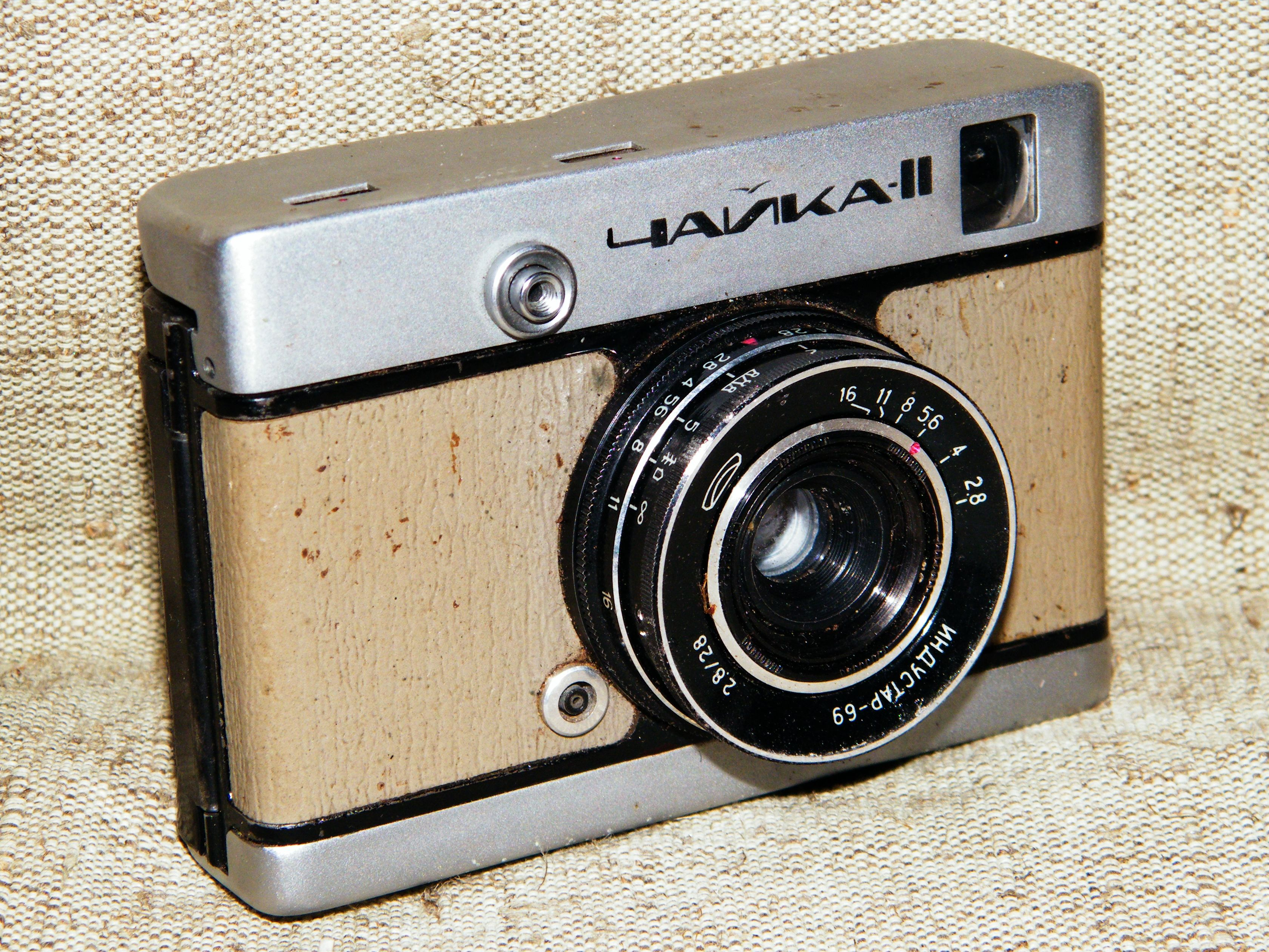
«Чайка-2» СССР, 1967 г.
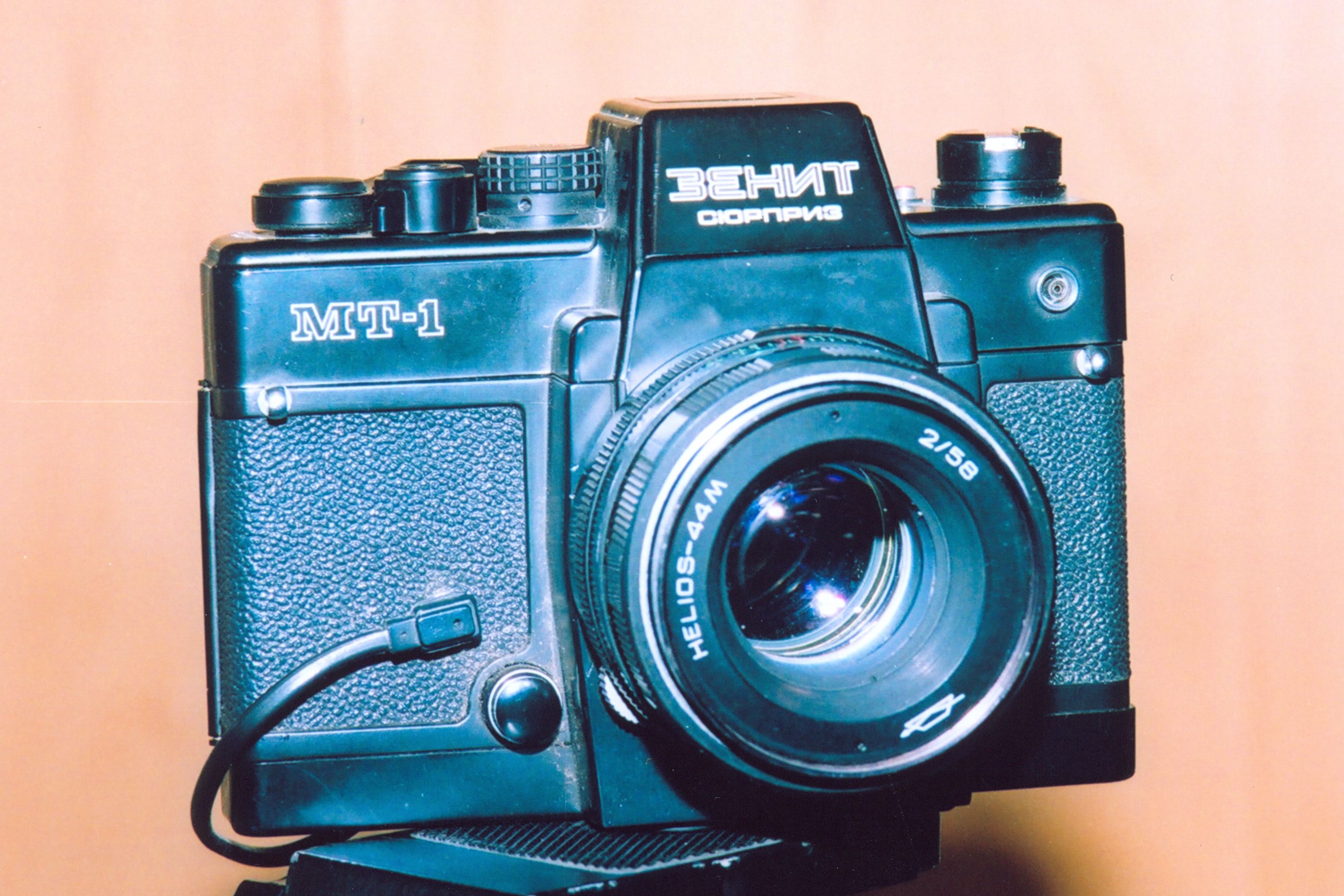
«Зенит-сюрприз МТ-1»
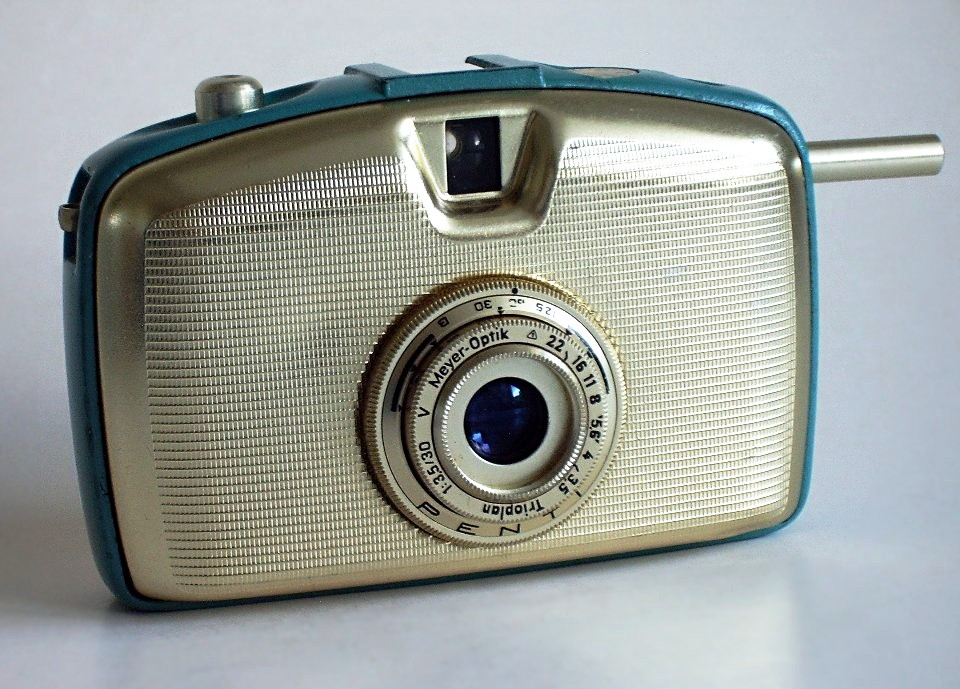
«Pentacon Penti»

В то же время малая площадь полуформатного негатива не позволяет при фотопечати увеличивать изображение до больших размеров, доступных для малого формата. На отпечатках с половинного формата гораздо заметнее зерно, дефекты плёнки и нерезкость контуров из-за аберраций съёмочного объектива.
Качество изображения полуформатных фотоаппаратов недостаточно для профессиональной фотографии, поэтому они получили распространение среди фотолюбителей и в некоторых прикладных сферах, где ёмкость кассет и компактность негатива приоритетны. Некоторые модели рассчитаны вместо стандартных кассет тип-135 на более удобную зарядку кассетами «Рапид» ёмкостью 24 полуформатных кадра.

## Распространение
Кроме малоформатных и полуформатных фотоаппаратов выпускались камеры и c другими уменьшенными форматами — 17×24, 18×23, 24×24, 24×30, 24×32 мм — позволявшие экономить плёнку, но не получившие распространения.
Фотоаппараты с кадром 18×24 мм выпускались по крайней мере с 1914 года, но получили широкое распространение с конца 1950-х годов с появлением новых фотоматериалов с улучшенной разрешающей способностью. В СССР первым полуформатным фотоаппаратом в 1965 году стала «Чайка». Основные их достоинства — вдвое сниженный расход плёнки, маленькие размеры и вес — привлекали многих фотолюбителей, а новейшие сорта плёнки позволили получать с половинного кадра отпечатки достаточно высокого качества. Выпускались по большей части шкальные камеры («Canon Demi», «Pentacon Penti», «Чайка», «ФЭД-Микрон», «Агат-18»), но известны и дальномерные («Robot Royal 18», «Ducati Sogno», «Nikon S3M»), и однообъективные зеркальные со сменными объективами (семейство «Olympus Pen F», «Зенит-Сюрприз»).
Полуформатные камеры нашли применение в медицинской и научной аппаратуре, криминалистике и в других областях технической фотографии. Для этих целей даже выпускались полуформатные версии «полнокадровых» аппаратов («Зенит-МТ», «Зенит-МТ-1», «Praktica L2», «Praktica VLC2», «Exa Ib», «Pentax MF», Nikon FM2). Близость размеров полуформатного кадра к кадру диафильма позволяла самостоятельно создавать фотофильмы на обращаемой плёнке, пригодные для демонстрации фильмоскопом.
Известны также фотоаппараты с переключателем, позволяющим выбирать один из двух форматов — 24×36 или 18×24 мм («Konica Autoreflex», «Konica Half Pro FT-1»)